# Нъколс
Окръг Нъколс (на английски: Nuckolls County) е окръг в щата Небраска, Съединени американски щати. Площта му е 1492 km², а населението - 5057 души (2000). Административен център е град Нелсън.